# لتومانوپلو
لتومانوپلو (به ایتالیایی: Lettomanoppello) یک کومونه در ایتالیا است که در استان پسکارا واقع شده‌است.

## خصوصیات
لتومانوپلو ۱۵ کیلومترمربع مساحت و ۳٬۰۹۸ نفر جمعیت دارد و ۳۷۰ متر بالاتر از سطح دریا واقع شده‌است.